# 全球競爭力報告
全球競爭力報告（英語：Global Competitiveness Report）又譯作世界競爭力報告，是一份由世界經濟論壇所出版的年度報告。 自2004年開始, 全球競爭力報告依據全球競爭力指數作出各國排名。2020年起因COVID-19疫情造成全球經濟衝擊而暫停公布排名。

## 2019年排名
2019年全球競爭力前30之排名：
1. 新加坡 84.8（▲1）
2. 美国 83.7（▼1）
3. 香港 83.1（▲5）
4. 荷蘭 82.4（▲2）
5. 瑞士 82.3（▼1）
6. 日本 82.3（▼1）
7. 德国 81.8（▼4）
8. 瑞典 81.2（▲1）
9. 英国 81.2（▼1）
10. 丹麦 81.2（－）
11. 芬兰 80.2（－）
12. 臺灣 80.2（▲1）
13. 79.6（▲2）
14. 加拿大 79.6（▼2）
15. 法國 78.8（▲2）
16. 78.7（▼2）
17. 挪威 78.1（▼1）
18. 盧森堡 77.0（▲1）
19. 新西兰 76.7（▼1）
20. 以色列 76.7（－）
21. 奥地利 76.6（▲1）
22. 比利时 76.4（▼1）
23. 西班牙 75.3（▲3）
24. 爱尔兰 75.1（▼1）
25. 阿联酋 75.0（▲2）
26. 冰島 74.7（▼2）
27. 马来西亚 74.6（▼2）
28. 中国 73.9（－）
29. 72.9（▲1）
30. 義大利 71.5（▲）

## 2017－2018 排名
2017－2018年全球競爭力前30之排名：
1. 瑞士 5.86（－）
2. 美国 5.85（+1）
3. 新加坡 5.71（-1）
4. 荷蘭 5.66（－）
5. 德国 5.65（－）
6. 香港 5.53（+3）
7. 瑞典 5.52（-1）
8. 英国 5.51（-1）
9. 日本 5.49（-1）
10. 芬兰 5.49（－）
11. 挪威 5.40（－）
12. 丹麦 5.39（－）
13. 新西兰 5.37（－）
14. 加拿大 5.35（+1）
15. 臺灣 5.33（-1）
16. 以色列 5.31（+8）
17. 阿联酋 5.30（-1）
18. 奥地利 5.25（+1）
19. 盧森堡 5.23（+1）
20. 比利时 5.23（-3）
21. 5.19（+1）
22. 法國 5.18（-1）
23. 马来西亚 5.17（+2）
24. 愛爾蘭 5.16（+3）
25. 5.11（-7）
26. 5.07（－）
27. 中國 5.00（+1）
28. 冰島 4.99（-1）
29. 爱沙尼亚 4.85（+1）
30. 沙烏地阿拉伯 4.83（-1）

## 2016－2017 排名
2016－2017年全球競爭力前30之排名：
1. 瑞士 5.81（－）
2. 新加坡 5.72（－）
3. 美国 5.7（－）
4. 荷蘭 5.57（+1）
5. 德国 5.57（-1）
6. 瑞典 5.53（+3）
7. 英国 5.49（+3）
8. 日本 5.48（-2）
9. 香港 5.48（-2）
10. 芬兰 5.44（-2）
11. 挪威 5.44（－）
12. 丹麦 5.35（－）
13. 新西兰 5.31（+3）
14. 臺灣 5.28（+1）
15. 加拿大 5.27（-2）
16. 阿联酋 5.26（+1）
17. 比利时 5.25（+2）
18. 5.23（-4）
19. 奥地利 5.22（+4）
20. 盧森堡 5.2（－）
21. 法國 5.2（+1）
22. 5.19（-1）
23. 愛爾蘭 5.18（+1）
24. 以色列 5.18（+3）
25. 马来西亚 5.16（-7）
26. 5.03（－）
27. 冰島 4.96（+2）
28. 中國 4.95（－）
29. 沙烏地阿拉伯 4.84（-4）
30. 爱沙尼亚 4.78（－）

## 2015－2016 排名
2015－2016年全球競爭力前30之排名：
1. 瑞士 5.76（－）
2. 新加坡 5.68（－）
3. 美国 5.61（－）
4. 德国 5.53（+1）
5. 荷蘭 5.50（+3）
6. 日本 5.47（－）
7. 香港 5.46（－）
8. 芬兰 5.45（-4）
9. 瑞典 5.43（+1）
10. 英国 5.43（-1）
11. 挪威 5.41（－）
12. 丹麦 5.33（+1）
13. 加拿大 5.31（+2）
14. 5.30（+2）
15. 臺灣 5.28（-1）
16. 新西兰 5.25（+1）
17. 阿联酋 5.24（-5）
18. 马来西亚 5.23（+2）
19. 比利时 5.20（-1）
20. 盧森堡 5.20（-1）
21. 5.15（+1）
22. 法國 5.13（+1）
23. 奥地利 5.12（-2）
24. 爱尔兰 5.11（+1）
25. 沙烏地阿拉伯 5.07（-1）
26. 4.98（－）
27. 以色列 4.98（－）
28. 中国 4.89（－）
29. 冰島 4.83（+1）
30. 爱沙尼亚 4.71（-1）

## 2014－2015排名
2014－2015年全球競爭力前30之排名：
1. 瑞士 5.70（－）
2. 新加坡 5.65（－）
3. 美国 5.54（+2）
4. 芬兰 5.50（-1）
5. 德国 5.49（-1）
6. 日本 5.47（+3）
7. 香港 5.46（－）
8. 荷蘭 5.45（－）
9. 英国  5.41（+1）
10. 瑞典 5.41（-4）
11. 挪威 5.35（－）
12. 阿联酋 5.33（+7）
13. 丹麦 5.29（+2）
14. 臺灣 5.25（-2）
15. 加拿大 5.24（-1）
16. 5.26（-3）
17. 新西兰 5.20（+1）
18. 比利时 5.18（-1）
19. 盧森堡 5.17（+3）
20. 马来西亚 5.16（+4）
21. 奥地利 5.16（-5）
22. 5.08（-1）
23. 法國 5.08（－）
24. 沙烏地阿拉伯 5.06（-4）
25. 爱尔兰 4.98（+3）
26. 4.96（-1）
27. 以色列 4.95（－）
28. 中国 4.89（+1）
29. 爱沙尼亚 4.71（+3）
30. 冰島 4.71（+1）

## 2013－2014排名
2013－2014年全球競爭力前30之排名：
1. 瑞士 5.67（－）
2. 新加坡 5.61（－）
3. 芬兰 5.54（－）
4. 德国 5.51（+2）
5. 美国 5.48（+2）
6. 瑞典 5.48（-2）
7. 香港 5.47（+2）
8. 荷蘭 5.42（-3）
9. 日本 5.40（+1）
10. 英国  5.37（-2）
11. 挪威 5.33（+4）
12. 臺灣 5.29（+1）
13. 5.24（-2）
14. 加拿大 5.20（－）
15. 丹麦 5.18（-3）
16. 奥地利 5.15（－）
17. 比利时 5.13（－）
18. 新西兰 5.11（+5）
19. 阿联酋 5.11（+5）
20. 沙烏地阿拉伯 5.10（-2）
21. 5.09（-1）
22. 盧森堡 5.09（－）
23. 法國 5.05（-2）
24. 马来西亚 5.03（+1）
25. 5.01（-6）
26. 4.95（+2）
27. 以色列 4.94（-1）
28. 爱尔兰 4.92（-1）
29. 中国 4.84（－）
30. 波多黎各 4.67（+1）

## 2012－2013排名
2012－2013年全球競爭力前30之排名：
1. 瑞士 5.72（－）
2. 新加坡 5.67（－）
3. 芬兰 5.55（+1）
4. 瑞典 5.53（-1）
5. 荷蘭 5.50（+2）
6. 德国 5.48（－）
7. 美国 5.47（-2）
8. 英国  5.45（+2）
9. 香港 5.41（+2）
10. 日本 5.40（-1）
11. 5.38（+3）
12. 丹麦 5.29（-4）
13. 臺灣 5.28（－）
14. 加拿大 5.27（-2）
15. 挪威 5.27（+1）
16. 奥地利 5.22（+3）
17. 比利时 5.21（-2）
18. 沙烏地阿拉伯 5.19（+1）
19. 5.12（+5）
20. 5.12（－）
21. 法國 5.11（-3）
22. 盧森堡 5.09（+1）
23. 新西兰 5.09（+2）
24. 阿联酋 5.07（+3）
25. 马来西亚 5.06（-4）
26. 以色列 5.02（-4）
27. 爱尔兰 4.91（+2）
28. 4.87（－）
29. 中国 4.83（-3）
30. 冰島 4.74（－）

## 2011－2012排名
2011－2012年全球競爭力前30之排名：
1. 瑞士 5.75（－）
2. 新加坡 5.63（+1）
3. 瑞典 5.61（-1）
4. 芬兰 5.47（+3）
5. 美国 5.43（-1）
6. 德国 5.41（-1）
7. 荷蘭 5.41（+1）
8. 丹麦 5.40（+1）
9. 日本 5.40（-3）
10. 英国 5.39（+2）
11. 香港 5.36（－）
12. 加拿大 5.33（-2）
13. 臺灣 5.26（－）
14. 5.24（+3）
15. 比利时 5.20（+4）
16. 挪威 5.18（-2）
17. 沙烏地阿拉伯 5.17（+4）
18. 法國 5.14（-4）
19. 奥地利 5.14（-1）
20. 5.11（-4）
21. 马来西亚 5.08（+5）
22. 以色列 5.07（+2）
23. 盧森堡 5.03（-3）
24. 5.02（-2）
25. 新西兰 4.93（-2）
26. 中国 4.90（+1）
27. 阿联酋 4.89（-2）
28. 4.78（－）
29. 爱尔兰 4.77（－）
30. 冰島 4.75（+1）

## 2010－2011排名
2010－2011年全球競爭力前30之排名：
1. 瑞士 5.63
2. 瑞典 5.56
3. 新加坡 5.48
4. 美国 5.43
5. 德国 5.39
6. 日本 5.37
7. 芬兰 5.37
8. 荷蘭 5.33
9. 丹麦 5.32
10. 加拿大 5.30
11. 香港 5.27
12. 英国 5.25
13. 臺灣 5.21
14. 挪威 5.14
15. 法國 5.13
16. 5.11
17. 5.10
18. 奥地利 5.09
19. 比利时 5.07
20. 盧森堡 5.05
21. 沙烏地阿拉伯 4.95
22. 4.93
23. 新西兰 4.92
24. 以色列 4.91
25. 阿联酋 4.89
26. 马来西亚 4.88
27. 中国 4.84
28. 4.75
29. 爱尔兰 4.74
30. 智利 4.69

## 2009－2010排名
2009-2010年全球競爭力前30之排名：
1. 瑞士 5.60
2. 新加坡 5.60
3. 瑞典 5.60
4. 美国 5.59
5. 丹麦 5.46
6. 芬兰 5.43
7. 德国 5.37
8. 日本 5.37
9. 加拿大 5.33
10. 荷蘭 5.32
11. 香港 5.22
12. 臺灣 5.20
13. 英国 5.19
14. 挪威 5.17
15. 5.15
16. 法國 5.13
17. 奥地利 5.13
18. 比利时 5.09
19. 5.00
20. 新西兰 4.98
21. 盧森堡 4.96
22. 4.95
23. 阿联酋 4.92
24. 马来西亚 4.87
25. 爱尔兰 4.84
26. 冰島 4.80
27. 以色列 4.80
28. 沙烏地阿拉伯 4.75
29. 中国 4.74
30. 智利 4.70

## 2008－2009排名
2008－2009年全球競爭力前30之排名：
1. 美国 5.74
2. 瑞士 5.61
3. 丹麦 5.58
4. 瑞典 5.53
5. 新加坡 5.53
6. 芬兰 5.50
7. 德国 5.46
8. 荷蘭 5.41
9. 日本 5.38
10. 香港 5.33
11. 英国 5.30
12. 5.28
13. 奥地利 5.23
14. 挪威 5.22
15. 法國 5.22
16. 臺灣 5.22
17. 5.20
18. 比利时 5.14
19. 冰島 5.05
20. 马来西亚 5.04
21. 爱尔兰 4.99
22. 以色列 4.97
23. 新西兰 4.93
24. 盧森堡 4.85
25. 4.83
26. 沙烏地阿拉伯 4.72
27. 智利 4.72
28. 西班牙 4.72
29. 中国 4.70
30. 阿联酋